# 小行星2531
小行星2531（2531 Cambridge）是一颗绕太阳运转的小行星，为主小行星带小行星。该小行星于1980年6月11日发现。
該小行星以英國劍橋郡的城市劍橋命名。

## 轨道参数
小行星2531的轨道半长轴为3.0072652 UA，离心率为0.057。